# Gary Deegan
Pour les articles homonymes, voir Deegan.
Gary Deegan (né le 28 septembre 1987 à Dublin en Irlande) est un footballeur irlandais. Il a remporté par deux fois le championnat d'Irlande de football (2008 et 2009) et la coupe d'Irlande de football (2008 et 2024).

## Carrière
Gary Deegan signe à Longford Town le 27 février 2007. Il y reste une saison avant de s'engager en 2008 au Galway United FC et, en 2009, chez les Bohemians avec lesquels il devient champion d'Irlande en 2008 et en 2009.
Réputé rude tacleur, il s'engage à Coventry City, club de deuxième division anglaise le 4 janvier 2010 pour une durée de trois ans et demi. Lors de son recrutement, l'entraîneur du club Chris Coleman dit de lui : « Nous avons acquis non seulement un footballeur très bon technicien, mais aussi un joueur tenace qui travaille dur. »
Le 25 juillet 2013 il rejoint Northampton Town.
Le 22 août 2014 il rejoint Southend United.

## Palmarès
Bohemian FC
- Championnat d'Irlande de football
  - Champion : 2008 et 2009.
- Coupe d'Irlande de football
  - Vainqueur : 2008

Drogheda United
- Coupe d'Irlande de football
  - Vainqueur : 2024

## Statistiques détaillées
| Saison      | Club          | Pays         | Championnat        | Coupes nationales |
| ----------- | ------------- | ------------ | ------------------ | ----------------- |
| 2009 - 2010 | Coventry City | Championship | 17 matchs / 2 buts | -                 |
| 2010 - 2011 | Coventry City | Championship | 1 match            | -                 |
| 2011 - 2012 | Coventry      | Championship | 4 matchs / 1 but   | -                 |

Dernière mise à jour le 24 octobre 2011